# La isla de los hombres solos (película)
La isla de los hombres solos es una película de drama, suspenso, acción y aventura mexicana de 1974, producida por René Cardona Jr., escrita y dirigida por René Cardona, y protagonizada por Alejandro Ciangherotti II, Wolf Ruvinskis, Eric del Castillo y Mario Almada. Esta película está basada en la novela homónima de José León Sánchez.

## Sinopsis
El penal de Isla San Lucas, Costa Rica, se caracteriza por ser una isla donde solo hombres son encarcelados. Un hombre llamado Jacinto (Alejandro Ciangherotti II), es condenado por el asesinato de Don Miguel (Mario Almada), un malvado cacique que violó y causó la muerte de su novia María Reyna (Marianne Sauvage). Jacinto es llevado al penal de San Lucas donde es condenado de por vida. Su estancia en el temido lugar, las vejaciones a que es sometido, el paludismo, trabajos rudos y forzados y el hambre crónica, son pintadas en cada una de las caras de los presos. Pero la vida de Jacinto y de sus compañeros cambia radicalmente cuando el Coronel Venancio Salvatierra (Wolf Ruvinskis), el regente del penal, pierde la razón y se autoproclama como el presidente de San Lucas, a la que nombra una república independiente. Las locuras del Coronel le darán a Jacinto una oportunidad para escapar.

## Elenco
- Alejandro Ciangherotti II ... Jacinto
- Wolf Ruvinskis ... Coronel Venancio Salvatierra
- Eric del Castillo ... Capitán
- Mario Almada ... Don Miguel
- Marianne Sauvage ... María Reyna
- Eduardo Noriega ... Coronel Vargas
- Xavier Marc ... Preso
- Pedro Damián ... Preso
- Roberto «Flaco» Guzmán ... Preso
- Gloria Mestre ... Mujer que baila